# Шарлотта Джонсон Вол
Шарлотта Марія Оффлу Джонсон Вол (до шлюбу — Фосетт; 29 травня 1942, Оксфорд, Велика Британія — 13 вересня 2021, Лондон, Велика Британія) — британська художниця.
Мати британського політика Бориса Джонсона, журналістки Рейчел Джонсон, політика Джо Джонсона та підприємця Лео Джонсона.

## Життєпис
Шарлотта Фосетт народилася 29 травня 1942 року в місті Оксфорді, в родині Френсіс (до шлюбу Лоу) і Джеймса Фосетта, онука американців палеографа литовського єврейського походження Еліаса Евері Лоу та перекладачки Гелен Трейсі Лоу-Портер.
Викладала англійську мову в Оксфордському університеті, була першою одруженою студенткою коледжу леді Маргарет Гол (диплом з відзнакою другого ступеня).
У 1963 році одружилася із Стенлі Джонсоном, розлучилися в 1979 році. В 1988 одружилася з американським професором Ніколасом Волом, овдовіла в 1996 році.
У 40 років їй діагностували хворобу Паркінсона.
Померла 13 вересня 2021 року в лікарні Святої Марії в Лондоні.

## Творчість
Джонсон Вол «зробила собі ім'я професійної художниці-портретистки». Серед її натурників були Кріспін Тікелла, Джоанна Ламлі, Джиллі Купер, Саймон Дженкінс та інші. Писала пейзажі, які були описані як відлуння стилю вортика.
Персональні виставки з аншлагом відбулися в Лондоні (Лікарня Модслі, 1974; галерея Гевіна Грема, 2004; Mall Galleries, 2015) та Брюсселі (1970-ті).
Її картини продавалися за 1000-5000 фунтів стерлінгів. Дві картини знаходяться в колекції Віфлемського музею розуму; ще дві перебувають у колекціях коледжів Оксфордського університету.